# Lacconectus peguensis
Lacconectus peguensis är en skalbaggsart som beskrevs av Michel Brancucci 1986. Lacconectus peguensis ingår i släktet Lacconectus och familjen dykare. Inga underarter finns listade i Catalogue of Life.